# André Lima (estilista)

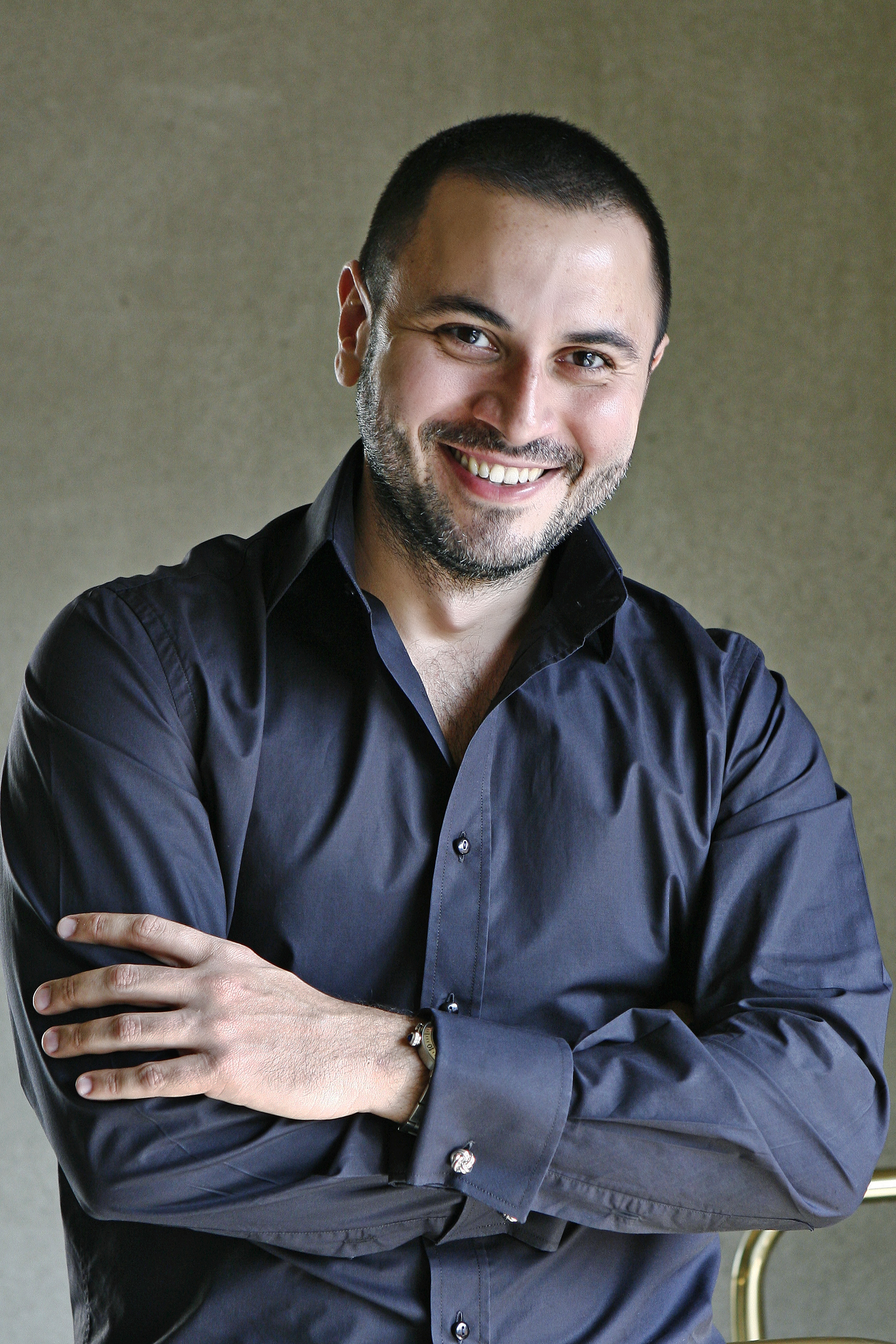
André Lima.

André Lima (Belém, Pará, 1971) es un diseñador de moda brasileño.
Al regresar a Brasil después de una temporada en París, donde estudió con Marie Ruckie, comenzó a trabajar en las grandes marcas. Pasó a través de las áreas de la creación de Udi Lagalina, Balance, Blue Man y Cavalera. En Cavalera, el diseñador se destacó por su irreverencia, lo que sería una señal de su trabajo personal. 
Hizo sus primeras creaciones para Mercado Mundo Mix. En 1999, con la marca Andre Lima en el mercado, debutó en la Semana de Moda - Casa de Criadores (Semana de la moda - Constructores de Viviendas). Dos años más tarde, algunos vestidos fueron solicitados por la tienda Daslu.
El estilista permanece en el São Paulo Fashion Week desde la edición de verano 2001. Pueden encontrarse sus creaciones en su showroom en São Paulo, en multimarcas de Brasil y boutiques en Londres y Nueva York.